# 裂叶蒿
裂叶蒿（学名：Artemisia tanacetifolia）是菊科蒿属的植物。分布在蒙古、北美洲、欧洲、俄罗斯、朝鲜以及中国大陆的吉林、河北、甘肃、黑龙江、山西、陕西、宁夏、辽宁、内蒙古等地，生长于海拔400米至3,000米的地区，多生于草坡、低海拔地区的森林草原、林缘、疏林中以、中、草甸、盐土性草原、草原及灌丛等处，目前尚未由人工引种栽培。

## 别名
条蒿（东北），深山菊蒿（吉林），“萨拉巴日海-沙里尔日”（蒙语名）

## 异名
- Artemisia orthobotrys Kitag.